# Platygaster sculptiventris
Platygaster sculptiventris är en stekelart som beskrevs av Peter Neerup Buhl 2007. Platygaster sculptiventris ingår i släktet Platygaster och familjen gallmyggesteklar. Inga underarter finns listade i Catalogue of Life.